# Pełta
Pełta (d. Pełtawa) – rzeka, prawobrzeżny dopływ Narwi o długości 48,88 km i zlewni 368,7 km².
Rzeka ma źródła na wschodnich stokach Krawędzi Opinogórskiej na północny zachód od miejscowości Łaguny w powiecie ciechanowskim. Uchodzi do Narwi poprzez połączenie z rzeką Przewodówką w okolicach wsi Kleszewo na terenie powiatu pułtuskiego. Po drodze przepływa między innymi przez Karniewo.
Od nazwy rzeki pochodzi prawdopodobnie nazwa Pułtuska.